# Alegoria peșterii

Alegoria peșterii

Alegoria peșterii sau mitul peșterii este o alegorie prezentată de filozoful grec Platon în lucrarea Republica (514a-518d, Cartea a VII-a), cu scopul de a compara efectul educației (παιδεία) și lipsa ei asupra naturii umane. Este scrisă sub forma unui dialog între Glaucon, fratele lui Platon, și mentorul său, Socrate, narat de acesta din urmă.
În această alegorie, Platon descrie un grup de oameni care au trăit toată viața înlănțuiți de peretele unei peșteri, cu fața spre un perete gol. Oamenii privesc umbrele proiectate pe perete de obiectele care trec prin fața unui foc aflat în spatele lor și dau nume acestor umbre. Umbrele reprezintă realitatea prizonierilor, dar nu sunt reprezentări exacte ale lumii reale. Umbrele reprezintă fragmentul de realitate pe care îl putem percepe în mod normal prin intermediul simțurilor noastre, în timp ce obiectele de sub soare reprezintă adevăratele forme ale obiectelor pe care le putem percepe doar prin intermediul rațiunii. Există trei niveluri superioare: științele naturii; matematica, geometria și logica deductivă; și în final teoria formelor.